# Makarskai riviéra
A Makarskai riviéra (horvátul: Makarska rivijera) Horvátország földrajzi régiója a tengerparton, Split-Dalmácia megyében. 

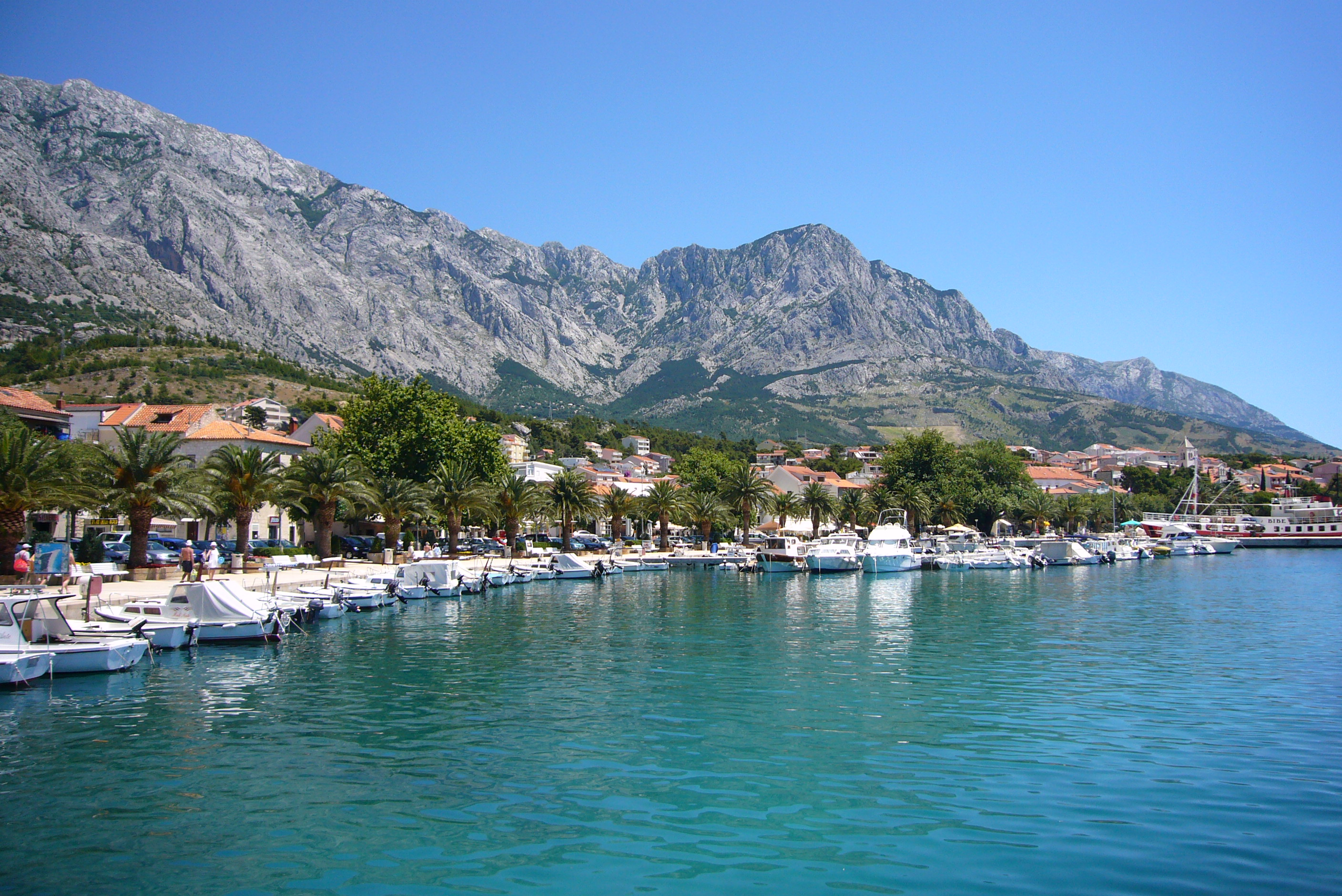
Baška Voda látképe

## Fekvése
A Makarskai riviéra 53 kilométer hosszan húzódik a tengerparton északnyugat - délkeleti irányban, a Biokovo-hegység lábánál, az északi Brelától a déli Gradacig. A hegység és a part közötti szűk sávban fekszik, ezért legfeljebb 3 kilométer széles. Sűrű fenyőerdő borítja, amelyet többször is tűzvész pusztított el, utoljára 2008 szeptemberében.
Területén Brela, Baška Voda, Tučepi, Podgora és Gradac községek osztoznak, központja pedig Makarska városa. Nyugatról az Omiši riviéra és délről a Neretva völgye határolja, a parttól távolabb fekvő Imotski régiótól a Biokovo-hegység, a Vrgorska régiótól pedig a Rilić-hegység választja el.
A Makarska riviérát a múltban Donje (Alsó) és Gornje (Felső) részre osztották. Az alsó részhez tartoztak Brela, Bast, Baška Voda, Velobrdo, Makar, Kotišina, Tučepi, Podgora, Drašnice, Igrane és Živogošće falvak. A felső rész Drvenik, Zaostrog, Podaca, Brist, Gradac és Baćina falvakat foglalta magában.

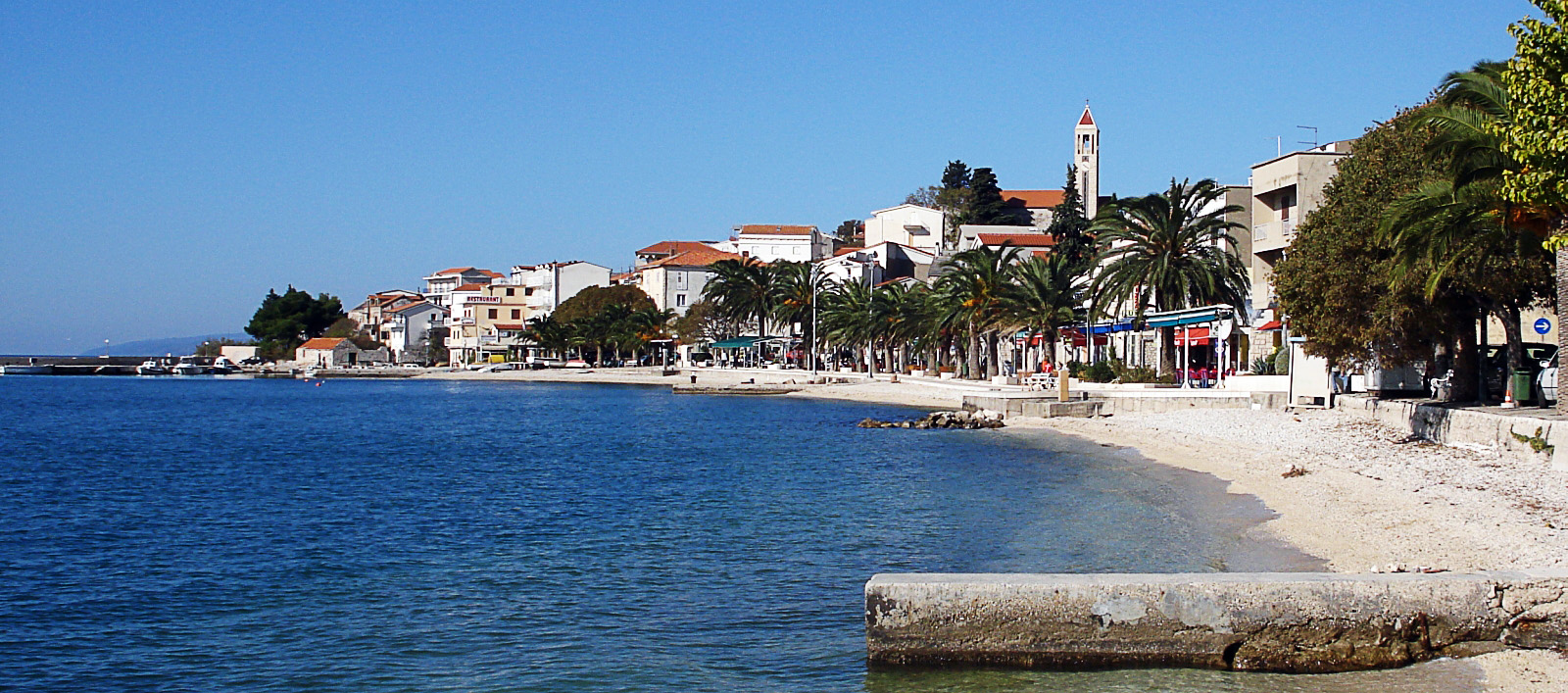
Gradac panorámaképe

## Éghajlata
A makarskai partvidék földrajzi helyzetének köszönhetően Horvátország egyik legmelegebb része. Egyfelől a Biokovo-hegység megvédi a hideg légáramlatoktól, másrészt teljesen nyitott a tengerre és a szigetekre. A mediterrán éghajlat minden jellemzőjével rendelkezik: meleg és száraz nyár, enyhe tél, sok esős nappal. Évente ezen a területen több mint 2700 órányi napsütés van, ami kedvez az idegenforgalom fejlődésének, amely a térség meghatározó gazdasági bevételeit adja. A tél nagyon enyhe, de a bóra alacsony hőmérsékletet hoz, és nagyobb anyagi károkat okozhat, különösen a Makarskai riviéra északi részén, ahol a a Dubka-hágón át hideg behatol. A hó nagyon ritka.
A tenger hőmérséklete májustól október végéig alkalmas az úszásra. Az éves átlagos vízhőmérséklet meghaladja a 20 ° C-ot, nyáron pedig 23 és 27 ° C között mozog.

## Története
A történelem előtti időkben ezt a területet illírek lakták. A rómaiak csak az 1. század elejére tudták véglegesen meghódítani a térséget. Makarska helyén 4. század elején a rómaiak „Inaronia'” nevű városa állt, melynek maradványait a városközpont több helyén feltárták. 533-ban a salonai zsinat határozata alapján megalapították „Mucurum” püspökségét. Az ismeretlen szerzőtől származó 7. századi Ravennai Cosmographia „Aronia id est Mucru” néven említi. A 7. században horvát törzsek telepedtek le a tengerpart, valamint a Cetina és Neretva folyók közti területen. Bíborbanszületett Konstantin császár a birodalom kormányzásáról szóló, 950 körül írt művében megemlíti Mocro környékét is. Ugyanez a forrás említi meg, hogy 887. szeptember 18-án Pietro Candiano velencei dózse serege tengeri csatában vereséget szenvedett a Neretva környékén élő néptől és a szabad hajózás fejében adófizetésre kényszerült. A neretvánok hatalma a 13. századra azonban megtört a bribiri grófok, a bosnyákok, a horvát és magyar királyok, valamint a Velence elleni szüntelen harcban. A térség Dalmácia legnagyobb részével együtt velencei uralom alá került és a velencei-török harcok színtere lett. A Makarskai riviéra területe a török uralom idején a Tengermelléki török náhije része, melynek székhelye Makarska volt. 1684-ben szabadult fel a török uralom alól és a Velencei Köztársaság része lett. A köztársaság 1797-es megszűntével előbb osztrák, majd francia uralom alá került. 1813-tól ismét a Habsburg Birodalom része lett. 1918-ban az új szerb-horvát-szlovén állam, majd később Jugoszlávia része lett. 1991 óta a független Horvátországhoz tartozik.

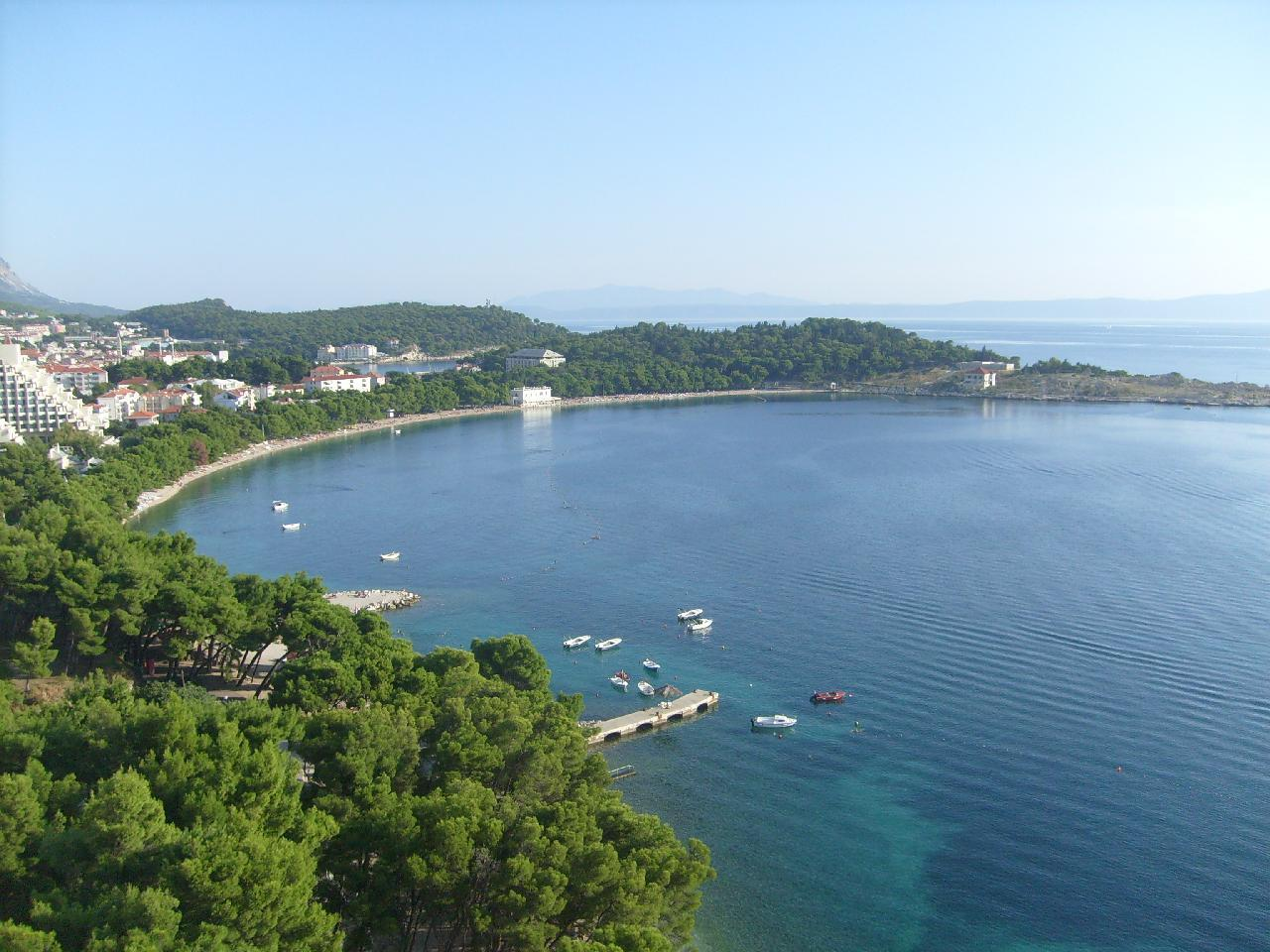
A Makarskai-öböl

## Népesség
A 2011-es népszámlálás szerint a Makarskai riviérának 26022 lakosa volt. A községek szerint részletezve: 
- Brela - 1703
- Baška Voda - 2775
- Makarska - 13834
- Tučepi - 1931
- Podgora - 2518
- Gradac - 3261

## Gazdaság
A gazdaság fő ágazatai az idegenforgalom, a kereskedelem, a mezőgazdaság, a halászat és az olajbogyótermesztés. A turizmus az 1960-as és 1970-es években virágzott, amikor a Makarskai riviéra népszerűvé vált az európai turisták körében. A helyi szállodákban és magánszállásokon nagyszámú férőhely található.

## Fordítás
Ez a szócikk részben vagy egészben  a   Makarsko primorje című horvát Wikipédia-szócikk ezen változatának fordításán alapul.  Az eredeti cikk szerkesztőit annak laptörténete sorolja fel. Ez a jelzés csupán a megfogalmazás eredetét és a szerzői jogokat jelzi, nem szolgál a cikkben szereplő információk forrásmegjelöléseként.